# Gustavo Oberman
Gustavo Andrés Oberman (* 25. März 1985 in Quilmes) ist ein ehemaliger argentinischer Fußballspieler.
Der Stürmer stammt aus der Jugendabteilung von Quilmes AC aus seiner Heimatstadt, von wo er 2004 zu den Argentinos Juniors wechselte.
Im Jahr 2005 wurde Oberman mit Argentinien in den Niederlanden U-20-Weltmeister. Daraufhin wechselte der Offensiv-Allrounder zu River Plate. Bei River konnte er sich jedoch nicht durchsetzen. Nach einer Spielzeit und nur vier Einsätzen, wechselte er zurück zu den Juniors.
Seit Januar 2007 spielt Oberman bei CD Castellón in der Segunda División, wohin er von den Juniors ausgeliehen wurde. Im Sommer 2008 wechselte er nach Rumänien zum CFR Cluj. Dort kam er nur fünfmal zum Einsatz. Anfang 2009 verließ er Cluj wieder und kehrte in die zweite spanische Liga zurück, wo ihn der FC Córdoba unter Vertrag nahm. Mitte 2009 zog es ihn zurück nach Argentinien zu den Juniors.
Laut argentinischen Medien hatte Hannover 96 im Juli 2006 Interesse an einer Verpflichtung des Stürmers, der auf den Spitznamen Cachete hört. Der Wechsel kam jedoch nicht zustande.
Gustavos Vater ist der ehemalige argentinische Nationalspieler Enrique Pablo Oberman. Die Wurzeln der Familie liegen in den Niederlanden.